# Неаполитанско кралство
Неапололитанско кралство (Неаполско кралство, Кралство Неапол, на италиански: Regno di Napoli, на средновековен латинскиː Regnum Neapolitanum, на испански: Reino de Nápoles) е името, с което старата италианска държава, съществувала от XIV до XIX век и обхващаща цяла Южна Италия (с изключение на Сицилия), е известна в съвременната историография.
Официалното му име е Regnum Siciliae citra Pharum, чието значение е „Кралство Сицилия отсам Фара“ във връзка с Месинския фар, в контраст на Regnum Siciliae ultra Pharum, т.е. „Кралство Сицилия отвъд Фара“, което се простира върху целия остров Сицилия. 
Територията на Кралство Неапол първоначално съответства на сбора от териториите на днешните италиански региони Абруцо, Молизе, Кампания, Пулия, Базиликата и Калабрия, включително някои области от днешния Южен и Източен Лацио, принадлежащ на Кампания до 1927 г., тоест на древната провинция Тера ди Лаворо (област Гаета и област Сора) и на Абруцо. 

## География и административно деление
От създаването си до обединението на Италия (1861), територията, заета от Кралство Неапол, остава повече или по-малко винаги в едни и същи граници, а териториалното единство е само слабо застрашено от феодализма (Княжество Таранто, Херцогство Сора, Херцогство Бари) и от набезите на берберските пирати. То заема приблизително цялата част от Италианския полуостров, който днес е известен като Южна Италия, от реките Тронто и Лири, от планините Симбруини на север, до нос Отранто и нос Спартивенто. Дългата Апенинска верига, която се развива там, традиционно е разделена на Апенините на Абруцо на границата с Папската държава, Неаполитанските Апенини от Молизе до Полино, и Калабрийските Апенини от Сила до Аспромонте. Сред големите реки Гариляно и Волтурно са единствените плавателни.
Островите от архипелага Кампания, Понтийските острови и Тремитите и Държавата на президиите принадлежат на кралството. Държавата е разделена на юстициарии или провинции, ръководени от юстициар (съдия), около когото се върти система от служители, които му помагат в правораздаването и в събирането на данъчните приходи. Всяка столица на юстициарий е домакин на съд, военен гарнизон и монетен двор (невинаги активен).
Има 12-14 исторически провинции на Кралство Неаполː
| Юстициарий         | Главен град                                                | Основател       | Бележки | Герб |
| ------------------ | ---------------------------------------------------------- | --------------- | --- | ---- |
| Абруцо Ултра       | Акуила                                                     | Шарл I Анжуйски | През 1806 е разделена на Абруцо Ултра I със столица Терамо, и на Абруцо Ултра II с главен град Акуила |      |
| Абруцо Цитра       | Киети                                                      | Шарл I Анжуйски | |      |
| Тера ди Лавро      | Санта Мария, Капуа                                         | Фридрих II      | През 1806 г. е отделена Провинция Наполи |      |
| Контадо Молизе     | Кампобасо                                                  | Фридрих II      | Администрацията е поверена на съдията на Тера ди Лаворо (до 1538 г.) и впоследствие на Капитаната (до 1806 г., когато придобива административна автономия).                                                                                      |      |
| Капитаната         | Лучера, Сан Северо, Фоджа                                  | Фридрих II      | Лучера и/или Сан Северо са главни градове през 16. век, след това само Лучера от 1579 до 1806 г., а след това Фоджа. |      |
| Принчипато Ултра   | Авелино, Монтефуско                                        | Шарл I Анжуйски | Главният град е Монтефуско от 1581 до 1806 г., а след това Авелино. |      |
| Принчипато Цитра   | Салерно                                                    | Фридрих II      | В епохата на Фридрих I също включва и Принчипато Ултра. |      |
| Тера ди Бари       | Трани, Бари                                                | Фридрих II      | Трани е главен град до 1806 г., а след това е Бари. Под управлението на френските владетели базиликата „Сан Никола ди Бари“ е кралска църква, освободена от епископския ординариат.                                                              |      |
| Тера д'Отранто     | Лече                                                       | Фридрих II      | От арагонския период Лече поема първенството на провинциален културен център от двуезичните гръцки градове Отранто и Галиполи. |      |
| Базиликата         | Лагонегро, Потенца, Стиляно, Толве, Турси, Виньола, Матера | Фридрих II      | Седалището на съдиите обикновено е странстващо и кратко, против което се противопоставят местните барони. Най-накрая има стабилно и трайно седалище в Матера от 1663 до 1806 г. като административно седалище и като съдебно седалище от 1811 г. |      |
| Калабрия Читериоре | Козенца                                                    | Фридрих II      | В Сицилианското кралство се нарича Terra Giordana или Val di Crati. |      |
| Калабрия Ултериоре | Реджо, Катандзаро, Монтенаполеоне                          | Фридрих II      | За дълго време е двуезичен гръцко-неолатински регион |      |

## История
В Норманската епоха (XI-XII век) цялото Кралство Сицилия се разделя на две макрообласти: първата включва островните територии на бившото Графство Сицилия, а втората – полуостровните територии, до голяма степен съставени от Херцогство Апулия и Калабрия и Княжество Капуа, обединени с норманските в гореспоменатото кралство. Тази последна държава е създадена през 1130 г., когато антипапа Анаклет II дава на Роже II Отвилски титлата „Крал на Сицилия“ (на лат. Rex Siciliae) – титла, потвърдена му през 1139 г. от папа Инокентий II. По този начин новата държава е разположена върху всички територии на Южна Италия, утвърждавайки се като най-голямата от старите италиански държави. Нейната регулаторна структура е окончателно формализирана след Арианските асизи от 1140-1142 г.
Неразделна част от Кралство Сицилия по време на норманската и швабската епоха, Кралство Неапол става самостоятелна единица през 1282 г. с Шарл I Анжуйски, когато след въстанието на Сицилия срещу Анжуйците (въстанието на Сицилианската вечерня) островът преминава към Арагонците, нарушавайки единството между Сицилия и Южна Италия.
Впоследствие, с подписването на мира от Калтабелота на 31 август 1302 г. следва официалното разделяне на кралството на две: 
- Regnum Siciliae citra Pharum – Кралство Сицилия отсам Фара, известно в историографията като Кралство Неапол
- Regnum Siciliae ultra Pharum – Кралство Сицилия отвъд Фара, известно за кратък период от време също като Кралство Тринакрия, и известно в историографията като Кралство Сицилия

Следователно Мирният договор от Калтабелота би могъл да се счита за конвенционалният основополагащ акт на политическото образувание, известно днес като Кралство Неапол.
Кралството, като суверенна държава, има голям интелектуален, икономически и граждански разцвет, както при Анжуйската династия (1282-1442), така и след арагонското завладяване на неаполитанския трон от Алфонсо I (1442-1458), и при управлението на Трастамара – кадетска линия на Арагонската династия (1458-1501). По това време столицата Неапол се слави с блясъка на своя двор и покровителството на своите владетели. През 1504 г. обединена Испания побеждава Кралство Франция в контекста на Италианските войни и Кралство Неапол след това е в лична уния с Испанската монархия заедно с тази на Сицилия до 1713 г. (де факто до 1707 г.): и двете се управляват като две отделни вицекралства, но с формулировката ultra et citra Pharum и с произтичащото от това историографско и териториално разграничение между Кралство Неапол и Кралство Сицилия. 
След Утрехтския мирен договор Неаполитанското кралство се управлява за кратък период (1713-1734) от Хабсбургската монархия на Австрия. Въпреки че двете кралства, отново обединени, получават независимост с Карлос III де Бурбон още през 1735 г., окончателното правно обединение на двете кралства става едва през декември 1816 г., с основаването на суверенната държава Кралство на двете Сицилии.

## Икономика
Благодарение на своя международен обхват кралството има различни търговски отношения, които впоследствие позволяват нов значителен икономически растеж по време на Арагонския период. По-специално търговията процъфтява с Пиренейския полуостров, Адриатическо море, Северно море и Балтийско море. Гаета, Неапол, Реджо Калабрия и пристанищата на Пулия са най-важните търговски изходи на кралството, които свързват вътрешните провинции с Арагон, Франция, и чрез Бари, Трани, Бриндизи и Таранто, с Изтока, Светите земи и териториите на Венеция. По този начин Пулия се превръща във важен център за доставка на европейските пазари на типично средиземноморски продукти като масло и вино, докато в Калабрия, в Реджо, оцеляват пазарът и отглеждането на коприна, въведени през византийската епоха.
От арагонската епоха пастирството се превръща в друг от основните ресурси на кралството: между Абруцо и Капитаната производството на сурова вълна, предназначена за флорентинските пазари, на дантела и, в Молизе, майсторството, свързано с обработката на желязо (ножове, камбани), стават най-важните индустрии, отговарящи на нуждите на европейските пазари до началото на Модерната епоха. 
С развитието на индустриализацията Кралство Неапол е въвлечено в процесите на модернизация на системите за производство и търговски обмен: помни се развитието на хартиената индустрия в Сора и Венафро (Тера ди Лаворо), на копринената в Казерта и Реджо Калабрия, на текстилната в Сан Леучо, Салерно, Пагани и Сарно, стомандобивната в Монджана, Фердинандеа и Рацона ди Кардинале в Калабрия, металообработката в басейна на Неапол, корабостроенето в Неапол и Кастеламаре ди Стабия, обработката на корали в Торе дел Греко, производството на сапун в Кастеламаре ди Стабия, Марчано и Поцуоли.
Въпреки трудните исторически условия, които понякога причиняват изключването на Неаполитанското кралство от основните линии на икономическо развитие, пристанището на столицата и самият град Неапол, заемайки стратегическа и централна позиция в Средиземно море, са в продължение на векове сред най-оживените и активни европейски икономически центрове, дотолкова че да привличат търговци и банкери от всички основни европейски градове. Търговията се развива и срещу враждебните действия на турците, които със своите набези са тежка спънка на морската икономика и търговия – фактор, който налага укрепването на военния и търговския флот в епохата на Бурбоните.

## Религия
От началото на Анжуйското господство Католицизмът е наложен в Неапол като религия на Държавата и на суверените, а Католическата църква намира одобрението на мнозинството от населението. При раждането на кралството няколко войни водят до поражението и последвалaтa забрана на другите религиозни изповедания, към които се придържат малцинствата и чуждестранните заселници: Юдаизъм, Ислям и Православие. В Калабрия и Пулия до Трентския събор (16. век) и Контрареформацията (16-17 век) оцеляват използването на византийския обред и Никео-цариградскиятт символ на вярата (символ, рецитиран без филиокве). Обръщането на много от гръцките епархии към латинската традиция първоначално е поверено на бенедиктинците и цистерцианците, които със своите мисии постепенно заменят василианските манастири, след което е насърчено и официализирано от поредица от разпоредби, следващи Трентския събор.
Друго важно религиозно малцинство е съставено от еврейските общности: широко разпространени в главните пристанища на Калабрия, Пулия и в някои градове на Тера ди Лаворо и по крайбрежието на Кампания, те са прогонени от кралството през 1542 г. и след това са приети обратно, с всичките граждански права, едва при управлението на Карлос III де Бурбон (18. век).
Католическият доктринален контрол се упражнява главно в благородническите йерархии и в правото. Той обаче определя и развитието на подривни философии и етика спрямо Римската църква, които са светски и често антикуриалистки. Тези доктрини се раждат на атомистични и гасендиански основи и се разпространяват от 17 век (пренесени в Неапол от Тома Корнелий), а през 18. век се сливат в силно местната форма на Янсенизма.
Особено широко разпространен сред населението на цялото кралство е култът към светците и мъчениците, често призовавани като закрилници, чудотворци и лечители, както и поклонението към Дева Мария (Непорочно зачатие, Благовещение, Мадона дел Поцо, Успение на Пресвета Богородица). От друга страна, на териториите на кралството възникват центрове на призвание, икуменизъм и нови монашески ордени като Театинците, Редемптористите и Селестинците.

## Езици
В Неаполитанското кралство остава много малко от културния разцвет, насърчаван от Фридрих II в Палермо. Този разцвет придава, с опита на сицилианския език, литературно достойнство на сицилианските и калабрийските диалекти, и допринася, както пряко, така и чрез сицилианско-тосканските поети, прославени от Данте, за обогатяване на тогавашните тоскански език и литература – основата на съвременния италиански език.
С появата на Анжуйското кралство процесът на латинизация, вече успешно стартиран от норманите в Калабрия, продължава. Продължава и процесът на прогресивна маргинализация на езиковите малцинства в Южна Италия чрез централизирани политики и чрез използването на латинския език, който заменя гръцкия навсякъде (гръцкият оцелява в литургиите на някои калабрийски епархии до началото на 16 век). В Анжуйската епоха, ако от правна, административна и учебна гледна точка основният език е латинският, а работният е неаполитанският, в двора, поне първоначално, формално най-престижният език е френският. Въпреки това още по времето на крал Робер Анжуйски и на кралица Джована I Анжуйска (14.век) се наблюдава засилване на търговското присъствие на флорентинците. С идването на власт на Николо Ачаюоли (който става велик сенешал през 1348 г.) те започват да играят водеща политическа и културна роля в кралството. Именно от този период датира циркулацията на литература на тоскански език, а двата простонародни езика – неаполитанският и флорентинският, ще се окажат в близък контакт не само в разнообразната среда на двора, но може би още повече в сферата на търговската дейност.
През първите десетилетия на 15. век, все още в Анжуйската епоха, познаването на гръцкия език от част от южното духовенство, особено в Калабрия, заедно с пристигането на гръцкоговорещи бежанци от Балканите, попаднали под османско господство, благоприятства възраждането на хуманистичните изследвания на този език, в допълнение към тези на латински език, вече в ход както в Кралство Неапол, така и в останалата част на Италия.
През 1442 г. Алфонсо V Арагонски завладява кралството, заобиколен от множество каталонски, арагонски и кастилски бюрократи и служители, повечето от които обаче напускат Неапол след смъртта му. Алфонсо, роден и образован в Кастилия и принадлежащ към семейство с кастилски език и култура – Трастамара, успява да създаде триезичен двор. В него латинският е основният език на канцлерството, неаполитанския е основният език на публичната администрация и на вътрешните работи на кралството, редуващ се в определени сектори с тосканския, а кастилският е бюрократичният език на двора и на най-близките до суверена иберийски литератори, понякога редуващ се с каталонския.
Прогресивен и по-голям подход към италианския език (който тогава все още се нарича тоскански или простонароден език) се осъществява с възкачването на трона на Фердинанд I (1458 г.) – извънбрачен син на Алфонсо V и голям почитател на този език. Оттогава италианският е по-често използван в двора, също и защото по заповед на самия суверен в двора и в бюрокрацията навлизат във все по-голям брой натурални представители на кралството. До 1458 г. общото използване на италианския език е ограничено до изготвянето на част от документите с обществено разпространение (призовки на благородниците на кралството, отпускане на статути на университети и др.) – сектор, в който преобладава неаполитанскят език, и заедно с латинския и с каталонския – в търговската кореспонденция (купони, плащания от хазната към армията и двора и др.).
С Фердинанд I на власт (15. век) тосканският простонароден език официално става един от придворните езици, както и основният литературен език на кралството заедно с латинскияː показателна за това е групата на поетите петраркисти Пиетро Якопо Де Дженаро, Джовани Алоизио и др. Той постепенно заменя и окончателно замества, започвайки от средата на 16 век, неаполитанския език в административния сектор, като остава такъв през останалата част от арагонския период. Каталонският език по онова време е използван в бизнес и търговските сделки заедно с италианския и латинския, но никога не става нито дворцов, нито административен език. Писмената му употреба в търговската кореспонденция е документирана до 1488 г. Въпреки това на каталонски е съставен добре известният поетичен сборник, който има за модел Петрарка, Данте и класиците, публикуван през 1506 и 1509 г. (2-ро разширено издание). Негов автор е роденият в Барселона Бенет Гарет, по-известен като Чаритео – високопоставен държавен служител и член на Академията Алфонсина.
Първото десетилетие на 16. век от изключителна важност за лингвистичната история на Неаполитанското кралство е публикуването на пасторалния проксиметър на италиански език „Аркадия“, написан през 80-те г. на 15. век от поета Якопо Санадзаро – най-влиятелната литературна личност на кралството заедно с Джовани Понтано, който обаче остава верен на латинския език до смъртта си (1503 г.). „Аркадия“ е едновременно първият шедьовър на пасторалния жанр и първият шедьовър на италиански език, написан от човек, роден в Неаполското кралство. Публикацията, дължаща се на добре известните политически събития в кралствотоː упадъкът на Дом Арагон (клон Трастамара на Неаполитанските Арагонци), окупацията на държавата от френските войски с последващото изоставяне на Неапол от Санадзаро (който иска да остане на страната на неговия суверен, който доброволно го придружава в изгнание), не може да се случи преди 1504 г., макар че някои ръкописи на текста започват да циркулират още през последното десетилетие на 15. век. Благодарение на „Аркадия“ се осъществява италианизацията (или тосканизацията, както все още се нарича по това време) не само на поетичните жанрове, различни от любовната поезия, но и на прозата. Изключителният успех на този шедьовър, в Италия и извън нея, всъщност е в основата, още в епохата на испанските вицекрале, на дълга поредица от издания, които не спират и след смъртта на Санадзаро през 1530 г. Именно от тази година нататък „... се разпространява истинска мода на простонародния език и името на Санадзаро, особено в Неапол, се свързва с това на Пиетро Бембо“. Както Де Мауро подчертава „... неаполитанските литератори… от времето на Саназаро доброволно приеха върховенството на флорентинците – върховенство, което се предаваше от поколение на поколение от края на 16. век до 18. век“.
Превъзходството на италианския език като основен писмен, литературен и административен език на Неаполитанското кралство, първо заедно с латинския, а след това самостоятелно, е допълнително и окончателно консолидирано в епохата на вицекралството. През 17 век, ако се вземе като параметър броят на книгите, публикувани през този век и съхранявани в най-важната библиотека на Неапол (2800 заглавия), италианският се очертава като първи език с 1500 заглавия (53,6% от общия брой), следван с известно разстояние от латинския с 1063 заглавия (38,8% от общия брой), докато текстовете на неаполитански са 16 (под 1%). Въпреки това, ако двата основни културни езика на времето са италианският и латинският, от страна на устната комуникация диалектът със сигурност запазва своето предимство, и не само като език на огромното мнозинство от хората на кралството (заедно с други местни идиоми от южен и крайно южен тип), но и на определен брой буржоа, интелектуалци и аристократи, намиращи говорители дори в двора на Бурбоните по време на Кралството на двете Сицилии (1816-1861). Неаполитанският също така постига литературно достойнство първо с Lo cunto de li cunti на Джамбатиста Базиле и впоследствие в поезията (Джулио Чезаре Кортезе), музиката и операта, които могат да разчитат на школи от най-високо ниво.
Що се отнася до италианския език, освен като основен писмен и административен език, той остава до изчезването на кралството (1816 г.) като език на великите литературни личности, от Торкуато Тасо до Базилио Пуоти, минавайки през Джован Батиста Марино, на великите философи, като Джамбатиста Вико, юристи (Пиетро Джаноне) и икономисти, като Антонио Дженовези. Дженовези е първият сред преподавателите на най-стария факултет по икономика в Европа (открит в Неапол по нареждане на Карлос III де Бурбон), който преподава на италиански (дотогава висшето образование в кралството се е давало изключително на латински). Неговият пример е последван от други преподаватели – така италианският става не само езикът на университета и на четирите консерватории в Неапол (сред най-престижните в Европа), но също така де факто единственият официален език на държавата, пред това споделена с латинския. Въпреки това латинският продължава да оцелява, самостоятелно или заедно с италианския, в различни културни институти, разпространени из цялото кралство и които се състоят главно от школи по граматика, реторика, схоластична теология, Аристотелизъм или галенова медицина.

## Флагове на Неаполитанското кралство
- Анжуйски флаг на Неапол (1282 – 1442)
- Арагонски флаг на rex Utriusquae Siciliae
- Флаг на Кралство Неапол и впоследствие на Кралство на двете Сицилии в епохата на Бурбоните (от 1734)
- Флаг на Партенопейската република (1799)
- Флаг на Жозеф Бонапарт (1806 – 1808)
- 1-ви флаг на Жоашен Мюра (1808 – 1811)
- 2-ри флаг на Жоашен Мюра (1811 – 1815)

## Валута
Неаполитанското кралство частично наследява монетосеченето на древното швабско-нормандско Кралство Сицилия. Тарѝ е най-старата валута и се запазва в кралството до съвременната епоха. През 1287 г. Шарл I Анжуйски постановява раждането на нова пара ̟– карлино, сечено от чисто злато и сребро. Шарл II Анжуйски реформира отново сребърното карлино, като увеличава теглото му: новата монета е широко известна като джилято (gigliato) от хералдическата лилия от Анжуйския дом, която е изобразена върху нея. До Алфонсо I Неаполитански (на когото се дължат златните дукати, наречени Алфонсини) не са издавани повече златни монети, с изключение на някои серии от флорини и болонини при управлението на Джована I Анжуйска. По време на испанското господство са сечени първите скуди, както и тарѝ, карлини и дукати. През 1684 г. Карлос II нарежда изсичането на първите пиастъри. След това цялата сложна парична система е запазена от Бурбоните и по време на Наполеоновия период, когато също са въведени франкът и лирата.
- Златно[неработеща препратка] карлино или saluto, сечено при Шарл I Анжуйски
- Златно[неработеща препратка] алфонсино при Алфонсо I Неаполитански
- Кавало[неработеща препратка], сечено при Фердинанд I Неаполитански
- Тарѝ[неработеща препратка] на Фернандо II Католика